# Marie de la Queillerie
Marie de la Queillerie (Rotterdam, 28 octobre 1629 - Malacca, 2 novembre 1664) était l’épouse de Jan van Riebeeck, fondateur du Cap. Elle fut donc l’une des premières huguenotes à s’établir en Afrique du Sud.   

## Biographie
Marie de la Queillerie était la fille d’Abraham Quevellerius (de la Queillerie) (1589-1630), pasteur wallon de Rotterdam et de Maria du Bois (1593-?). Son grand-père Chrétien de la Queillerie (1543-), noble originaire de la  région de Boulogne-sur-mer, avait également été pasteur à Armentières, puis aumônier militaire dans l'armée de Guillaume d'Orange, puis pasteur aux Pays-Bas, notamment à Gand, Leyde, Utrecht et Bergen-op-Zoom. On parlait français et néerlandais dans sa famille.
Elle passa son enfance à Leyde et, à 19 ans, elle épouse le 28 mars 1649 à Schiedam Jan van Riebeeck, le fils d’un chirurgien, de 10 ans son aîné.

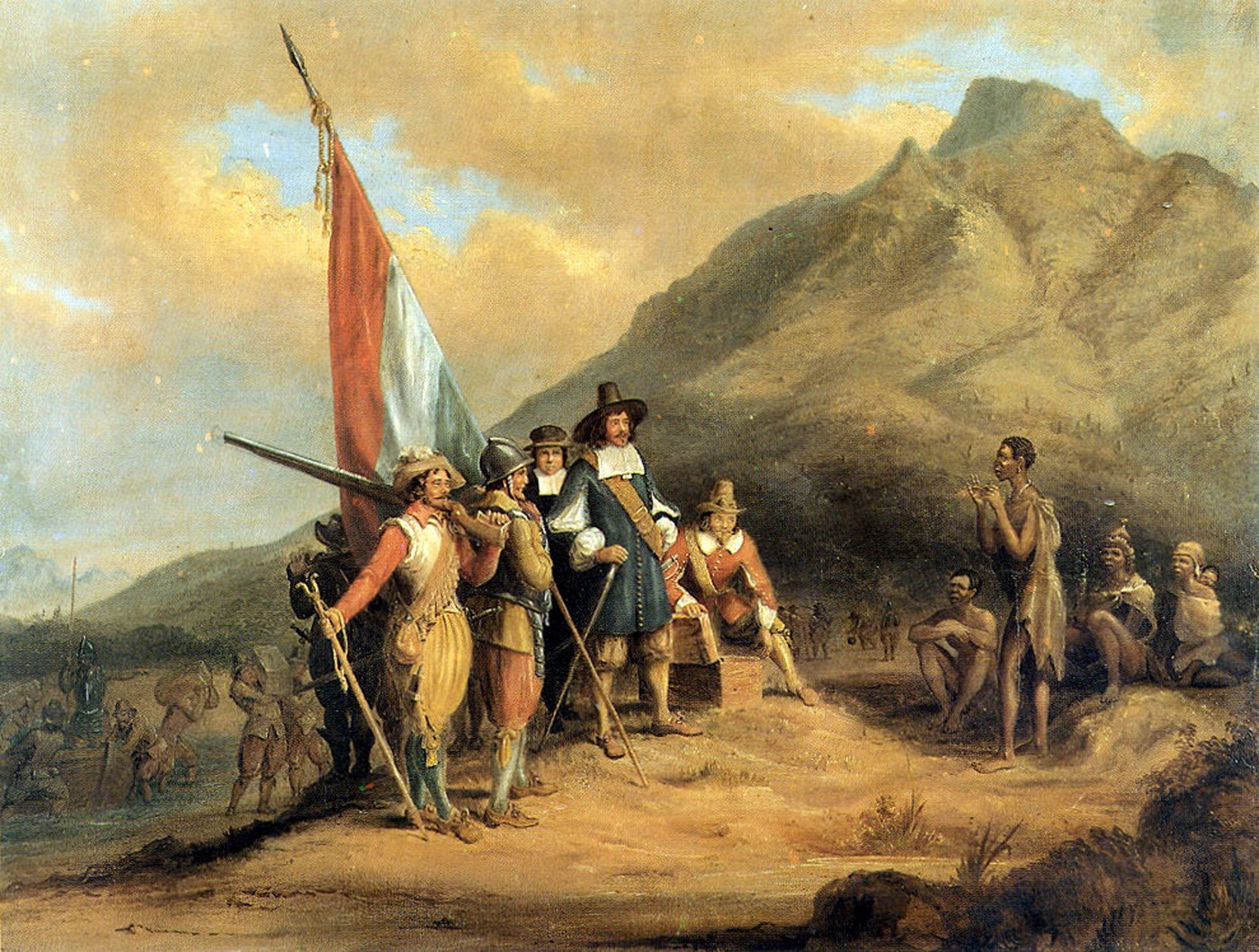
Jan van Riebeeck arrivant au Cap (œuvre de Charles Davidson Bell)

Jan Van Riebeeck avait été démis de ses fonctions de gouverneur de l’établissement tonkinois de la VOC pour y avoir fait du négoce pour son propre compte, ce qui était strictement interdit par la compagnie. Il fut néanmoins envoyé au Cap de Bonne-Espérance en 1652 pour y ouvrir un point d’appui de la VOC.
Les quatre-vingt-dix colons, dont huit femmes, qui avaient survécu à ce voyage éprouvant (130 personnes sont décédées pendant le voyage), s’installèrent sous des tentes et créèrent des potagers et des vergers pour pouvoir se nourrir et ravitailler les équipages des navires de la VOC en route pour les Indes.  Avec l'aide d'Eva, une jeune femme khoikhoi qui avait appris le néerlandais et le portugais, ils négocièrent l'achat de bétail avec des tribus semi-nomades des environs. Pour se protéger contre les animaux sauvages, ils construisirent une palissade autour de la colonie. Dès 1659, ils étaient en mesure de ravitailler en aliments frais tout navire faisant escale dans la baie du Cap.
On sait peu de chose sur la personnalité de Marie de la Queillerie, mais en 1660-1661, le prêtre français Nicolas Étienne séjourna dix mois au Cap après un naufrage ; dans une lettre, il la décrit comme très pieuse (dans la foi protestante bien entendu), diplomate et très intelligente. On dit qu’elle jouait du clavecin pour ses invités.
En 1662, la colonie du Cap était solidement établie ; elle comptait 134 employés de la VOC, 35 citoyens, 15 femmes, 22 enfants et 180 esclaves amenés par la VOC, sans doute asiatiques. Van Riebeeck fut alors envoyé à Malacca aux Indes néerlandaises pour y remettre de l’ordre dans les affaires de la Compagnie. Il partit accompagné de sa femme et de trois filles. Ils avaient alors aussi deux garçons qui avaient été envoyés pour étudier aux Pays-Bas. C’est à Malacca que Maria van Riebeeck mourut de la variole, et une semaine après un accouchement difficile, à l'âge de 35 ans.

## Descendance
Marie et Jan van Riebeeck eurent huit ou neuf enfants, dont la moitié décédés en bas âge. Un de leurs fils, Abraham van Riebeeck, deviendra gouverneur général des Indes néerlandaises. Sa sœur Anthonia (née à Malacca le 6 novembre 1663) épousera en 1678 à Batavia  le pasteur Melchior Leydecker à qui on doit la première traduction complète de la Bible en malais.

## Hommages

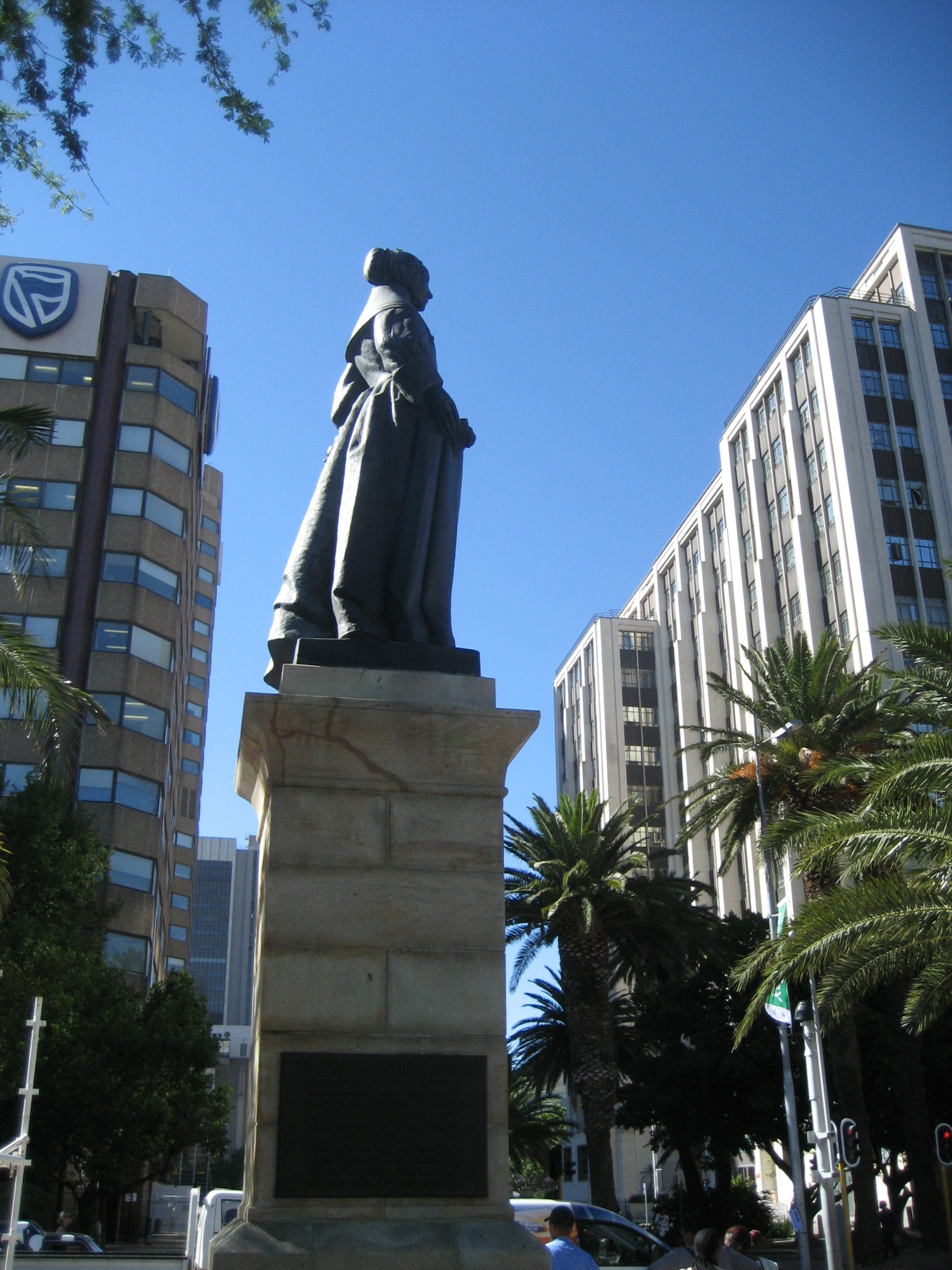
Statue de Marie de la Queillerie sur Heerengracht, au Cap.

Une plaque commémorative de Marie van Riebeeck se trouve dans les ruines de l'église Saint-Paul de Malacca, en remplacement la pierre tombale d'origine qui a été transportée au Cap en 1915.
Une statue de Marie van Riebeeck est située sur une place du Cap entre Heerengracht Street et Adderley Street, à côté de celle de son mari. Elle a été offerte en 1952 par l’État néerlandais pour les commémorations du 300e anniversaire de l'arrivée de Jan van Riebeeck au Cap de Bonne Espérance en 1652. N’ayant aucune certitude quant à l’apparence de Marie, le sculpteur Dirk Wolbers utilisa sa propre épouse comme modèle. La statue a été dévoilée par le prince Bernhard des Pays-Bas, le 2 octobre 1954. La reine Juliana n'était pas présente ayant indiqué au premier ministre D.F. Malan qu’elle ne se rendrait pas en Afrique du Sud tant que l'apartheid, mis en place à partir de 1948, y serait en vigueur. La statue a été ensuite placée dans le jardin du Musée national d'Art au Cap.
Un autre hommage, plus surprenant, a été, en 1969, le baptême du nom de SAS Maria van Riebeeck du premier sous-marin acquis par la marine sud-africaine, ultérieurement rebaptisé SAS Spear. Il est vrai qu'en 1950 les marins sud-africains avaient déjà baptisé SAS Jan van Riebeeck (en) leur premier destroyer, et que le sous-marin avait été commandé aux chantiers navals Dubigeon-Normandie de Nantes. Le nom avait donc une double valeur : invoquer le nom d'un "père (ou mère) fondateur" de la nation sud-africaine et rappeler les origines wallonnes de Marie van Riebeeck.

## Sources et liens externes

### En néerlandais
- WC Mees (Willem Cornelis Mees), Maria Quevellerius Huisvrouw van Jan van Riebeeck en haar omgeving, Van Gorcum's historische bibliotheek, Editeur : Van Gorcum, Assen, 1952, 144 pages
- Marie de Queillerie sur l'encyclopédie en ligne DVN (Digitaal Vrouwenlexicon van Nederland - Dictionnaire digital des femmes néerlandaises)

### En anglais
- Jan van Riebeeck|South African History Online
- Maria Van Riebeeck - Ancestry24